# Ekiben (acto sexual)

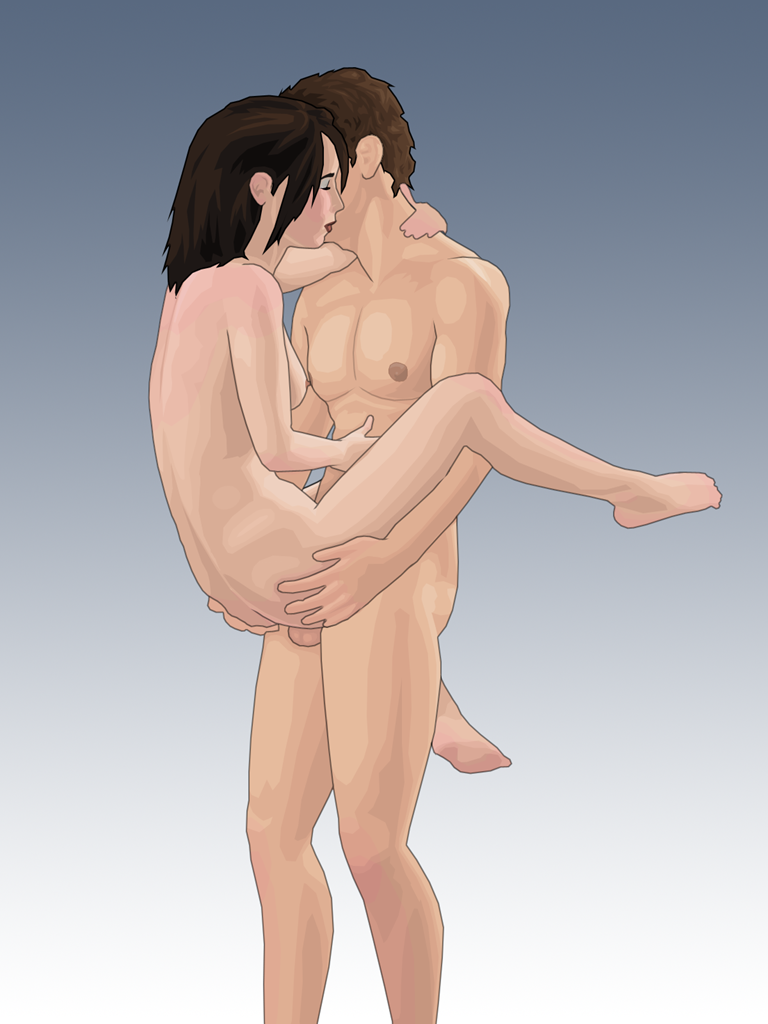
Un miembro de la pareja se pone de pie mientras sostiene al otro de forma similar a la caja que le da nombre.

Ekiben (駅弁?) es una postura sexual que consiste en que una persona carga a su pareja en sus brazos mientras mantiene relaciones sexuales con ellos.

## Etimología
El acto recibe su nombre de la caja rellena de comida que venden los vendedores ambulantes en estaciones de tren o eventos deportivos, ekiben. El término fue popularizado por primera vez por el actor pornográfico japonés Chocoball Mukai.

## Práctica
El acto suele consistir en que un hombre levante a su compañera cara a cara con el pene introducido en la vagina y mantener relaciones sexuales de pie. El término también puede aplicarse cuando el acto se realiza sentado o cuando la compañera levantada es sujetada contra una pared. El acto ha empezado a popularizarse de forma similar al bukkake por su forma única y su origen en Japón. Algunas películas a veces presentan el acto sexual con el hombre cargando a la actriz y corriendo mientras tiene sexo con ella, dependiendo de la escena o el escenario.

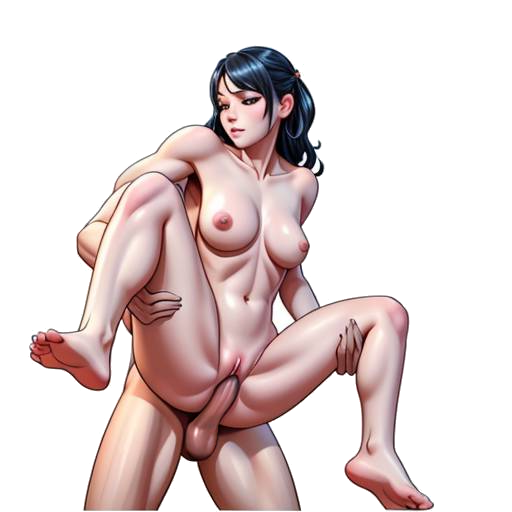
Un ejemplo de «ekiben al revés» o «ekiben inverso».

Otra forma del acto conocida como haimen ekiben (背面駅弁), ekiben al revés o ekiben inverso en español, es lo mismo solo que con la persona penetrada mirando en dirección contraria.